# Łabędzi śpiew (film 2021)
Łabędzi śpiew (ang. Swan Song) – amerykański film fabularny z 2021 roku w reżyserii Todda Stephensa, który odpowiadał także za jego scenariusz. Za dystrybucję filmu odpowiadała spółka Magnolia Pictures. W głównych rolach wystąpili Udo Kier, Jennifer Coolidge, Linda Evans oraz Michael Urie.
Głównym bohaterem filmu jest fryzjer Pat Pitsenbarger, który ucieka z domu opieki po tym, jak dowiaduje się o ostatnim życzeniu swojej byłej klientki Rity Parker Sloan – marzącej, aby ułożył jej fryzurę pogrzebową. Mężczyzna podejmuje się podróży, w której konfrontuje się ze swoją przeszłością.
Film został premierowo wyświetlony 18 marca 2021 na festiwalu South by Southwest w Stanach Zjednoczonych. Film otrzymał pozytywne recenzje od krytyków. 

## Fabuła
Legendarny fryzjer i ikona środowiska queer w Sandusky w stanie Ohio Pat Pitsenbarger przebywa w domu opieki, gdzie zajmuje się układaniem chusteczek i paleniem papierosów marki More. Od mecenasa Waltera Shanrocka dowiaduje się o śmierci swojej byłej klientki Rity Parker Sloan oraz zapisanej w jej testamencie ostatniej woli, by ułożył jej fryzurę w trumnie. Mężczyzna, mimo gratyfikacji finansowej w wysokości 25 000 $, początkowo odmawia przyjęcia zlecenia, jednak pobyt w ośrodku i układanie włosów pannie Gertie z domu opieki sprawia, że postanawia uciec z ośrodka i wyruszyć w podróż, która konfrontuje się z duchami jego przeszłości. Fryzjer opowiada przypadkowej kobiecie podczas jazdy autostopem swoją historię życia. Jego partner David James zmarł na AIDS, a pracująca ówcześnie jako asystentka fryzjera Dee Dee Dale otworzyła swój własny salon fryzjerski i ukradła mu wszystkie najlepsze klientki. Podczas spaceru do swojego starego domu okazuje się, że został on zburzony. Fryzjer idzie więc do klubu gejowskiego, gdzie opowiada barmanowi o swojej postaci scenicznej o pseudonimie Mister Pat, pod którą występował w każdą sobotę w klubie Fruit and Nut. Okazuje się, że klub przestaje istnieć i wyprawiana jest ostatnia, pożegnalna impreza, na której Pat się zjawia i pomaga w zrobieniu fryzury gwieździe wieczoru – drag queen reprezentującą młode pokolenie. Podczas imprezy sam także wychodzi na scenę w podarowanym dla klubu przez Ritę złotym żyrandolu, który podłączony do prądu powoduje wstrząs fryzjera. Kolejny pobyt w szpitalu sprawia, iż fryzurą Rity zajmuje się Dee Dee Dale, która jednak prosi Pata, by mimo jego spóźnienia wykonał dla zmarłej fryzurę. Mimo wewnętrznych rozterek, fryzjer przystępuje do pracy i odmienia wizerunek zmarłej. Wdzięczny jest mu wnuk byłej klientki, który dokonuje przed nim coming outu. Po tej scenie film pozostawia otwarte zakończenie – fryzjer dostaje krwawienia z nosa, a następnie pokazany jest wyjazd łóżka szpitalnego z domu osoby zmarłej, ubranej w buty klientki i pierścienie fryzjera.

## Obsada

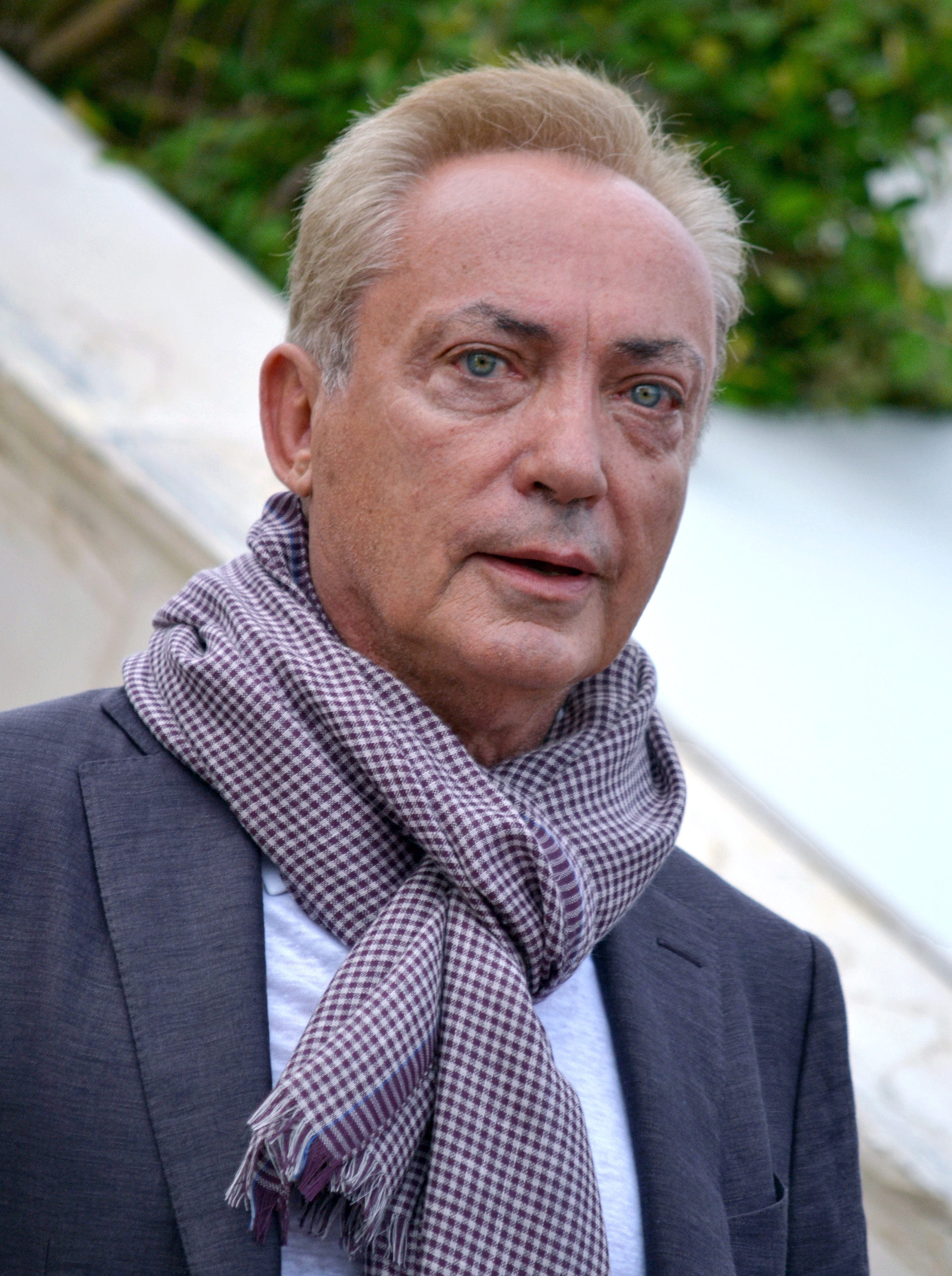
Udo Kier, odtwórca głównej roli.

Opracowano na podstawie materiału źródłowego.

- Udo Kier – Pat Pitsenbarger
- Jennifer Coolidge – Dee Dee Dale
- Linda Evans – Rita Parker Sloan
- Michael Urie – Dustin
- Ira Hawkins – Eunice
- Stephanie McVay – Sue
- Tom Bloom – Walter Shanrock
- Justin Lonesome – panna Velma
- Thom Hilton – Gabriel
- Shanessa Sweeney – Ro Ro
- Bryant Carroll – Lyle
- Shelby Garrett – Vie
- Catherine Albers – Janie
- Dave Sorboro – Josiah
- Roshon Thomas – Shaundell
- Annie Kitral – panna Gertie
- Eric Eisenbrey – David
- Jonah Blechman – Tristan
- Tim Murray – pielęgniarka
- Cheryl Talley-Sharp – Phyllis
- Ray Perrin – Scottie
- Ruth Maier – dama w okularach
- Gene Dagiau – podrapany mężczyzna
- Kate Volz – klientka stacji benzynowej
- Rose Leininger – panna Vivante
- Stephen Israel – obsługujący czerwony wóz
- Richard Strauss – Sherman Ransom
- Tevis Marcum – taksówkarz
- Vernon Guinn – siwowłosy tragarz
- Brandon Lim – gej Dad
- Matthew Chojnacki – gej Daddy
- Liam Hespen – syn
- Lauren Cutnaw – noworodek
- Leslie McGuier – pielęgniarka Leslie
- Karen Fuller – sędzia Schine
- Jeffrey Dotson Jr. – kelner Jeffrey
- John i Karen Stephens – para w sądzie
- Nick Avery – mężczyzna przebrany za cytrynę
- Katie Boissoneault – klientka Kharma
- Jori Naegele – klient Tristana
- Barbie Marie – boska Barfly
- Harvey Heys – prostytutka w pubie Friut & Nut

## Wydanie
Film został premierowo wyświetlony 18 marca 2021 podczas festiwalu South by Southwest w Stanach Zjednoczonych. 8 kwietnia 2021 film wyświetlono na Cleveland International Film Festival, a 16 czerwca 2021 na Provincetown International Film Festival. Film wyświetlany był również między innymi na Nantucket Film Festival, Frameline Film Festival, Oak Cliff Film Festival, Hong Kong Lesbian & Gay Film Festival, Helsinki International Film Festival, Zurich Film Festival, Brisbane International Film Festival, Międzynarodowym Festiwalu Filmowym w Tokio, Braunschweig International Film Festival, Festiwalu Filmowym w Sydney oraz American Film Festival w Moskwie.
Oficjalny zwiastun filmu został opublikowany 24 czerwca 2021 w serwisie YouTube. Do amerykańskich kin film dotarł 6 sierpnia 2021, a jego światowa premiera kinowa odbyła się 13 sierpnia 2021. 26 grudnia 2021 odbyła się premiera filmu na terenie Nowej Zelandii.

## Odbiór

### Krytyka w mediach
Film otrzymał pozytywne recenzje od krytyków filmowych. Na stronie internetowej agregatora opinii Rotten Tomatoes 92% z 74 recenzji jest pozytywnych, a sekcja poświęcona krytycznemu konsensusowi wskazuje, iż występy Udo Kiera nadają filmowi „niuans i siłę, która równoważy jego potencjalnie dziwaczną historię”. W serwisie Metacritic film otrzymał ocenę 66 na 100, na podstawie głosu 21 krytyków, co daje mu status „ogólnie przychylnych recenzji”.
Swoją opinię o filmie napisał między innymi Peter Debruge z Variety, który stwierdził, że Udo Kier gra Pata Pitsenbargera z odpowiednią ilością patosu i wnosi do roli „sprytną europejską elegancję”. Nieco inne zdanie zaprezentowała Małgorzata Czop z portalu Movieway, charakteryzując głównego bohatera jako „postać, która niesie w sobie wiele barw, ale nie wybrzmiewają one w pełni w poprawnym scenariuszu” i dodając, iż film „zdecydowanie przyciąga za sprawą głównego bohatera, a nieco rozczarowuje oprawą”. Z kolei Bartosz Szarek z magazynu Replika ocenił, iż film stanowi „emocjonalną w swojej pocieszności podróż ku samoodkupieniu przedstawioną z bardzo osobistej perspektywy”, a także „historię o miłości, żalu, akceptacji, ale w pewnym sensie ewolucji kultury gejowskiej w Ameryce”.

### Nagrody i nominacje
| Rok  | Ceremonia                                | Kategoria                               | Nominowani    | Rezultat  | Przypis |
| ---- | ---------------------------------------- | --------------------------------------- | ------------- | --------- | ------- |
| 2021 | Cleveland International Film Festival    | Local Heroes Competition                | Todd Stephens | Nominacja | [ 24 ]  |
| 2021 | Lovers Film Festival                     | Najlepszy film fabularny                | Łabędzi śpiew | Wygrana   | [ 25 ]  |
| 2021 | Merlinka Festival                        | Najlepszy film fabularny                | Łabędzi śpiew | Nominacja | [ 26 ]  |
| 2021 | Bucharest Best Comedy Film Festival      | Najlepszy międzynarodowy film komediowy | Łabędzi śpiew | Nominacja | [ 27 ]  |
| 2021 | Norweski Międzynarodowy Festiwal Filmowy | Nagroda krytyków                        | Todd Stephens | Wygrana   | [ 28 ]  |
| 2021 | Monte-Carlo Film Festival                | Najlepszy aktor                         | Udo Kier      | Wygrana   | [ 29 ]  |
| 2021 | Monte-Carlo Film Festival                | Nagroda publiczności                    | Łabędzi śpiew | Wygrana   | [ 29 ]  |
| 2022 | Independent Spirit Awards                | Najlepsza główna rola męska             | Udo Kier      | Nominacja | [ 30 ]  |
| 2022 | Independent Spirit Awards                | Najlepszy scenariusz                    | Todd Stephens | Nominacja | [ 30 ]  |